# Aircel Chennai Open 2014
L'Aircel Chennai Open 2014 è stato un torneo di tennis giocato sul cemento. È stata la 19ª edizione del torneo che fa parte dell'ATP World Tour 250 series nell'ambito dell'ATP World Tour 2014. Si è giocato nel SDAT Tennis Stadium di Chennai, nella regione del Tamil Nadu in India, dal 30 dicembre al 5 gennaio 2014.

## Partecipanti

### Teste di serie
| Nazionalità | Giocatore              | Ranking | Testa di serie* |
| ----------- | ---------------------- | ------- | --------------- |
| Svizzera    | Stan Wawrinka          | 8       | 1               |
| Russia      | Michail Južnyj         | 15      | 2               |
| Italia      | Fabio Fognini          | 16      | 3               |
| Francia     | Benoît Paire           | 26      | 4               |
| Canada      | Vasek Pospisil         | 32      | 5               |
| Spagna      | Marcel Granollers      | 38      | 6               |
| Francia     | Édouard Roger-Vasselin | 52      | 7               |
| Spagna      | Roberto Bautista Agut  | 58      | 8               |

* Le teste di serie sono basate sul ranking al 23 dicembre 2013.

### Altri partecipanti
I seguenti giocatori hanno ricevuto una wildcard per il tabellone principale:
- Yuki Bhambri
- Kyle Edmund
- Jeevan Nedunchezhiyan

I seguenti giocatori sono passati dalle qualificazioni:

- Aleksandr Kudrjavcev
- Henri Laaksonen
- Ramkumar Ramanathan
- Radu Albot

## Punti e montepremi
Il montepremi complessivo è di 399.985 $.
| Torneo    | Torneo              | V      | F      | SF     | QF     | 2T    | 1T    | Q  | Q3  | Q2  | Q1 |
| Singolare | Punti               | 250    | 150    | 90     | 45     | 20    | 0     | 12 | 6   | 0   | 0  |
| Singolare | Premi in denaro ($) | 72.490 | 38.180 | 20.680 | 11.785 | 6.940 | 4.115 | –  | 665 | 320 | 0  |
| Doppio    | Punti               | 250    | 150    | 90     | 45     | 0     | –     | –  | –   | –   | –  |
| Doppio    | Premi in denaro ($) | 22.020 | 11.580 | 6.270  | 3.590  | 2.100 | –     | –  | –   | –   | –  |

## Campioni

### Singolare
Stan Wawrinka ha sconfitto in finale  Édouard Roger-Vasselin per 7-5, 6-2.
- È il quinto titolo in carriera per Wawrinka, il primo della stagione.

### Doppio
Johan Brunström /  Frederik Nielsen hanno sconfitto in finale  Marin Draganja /  Mate Pavić per 6-2, 4-6, [10-7].